# 브랜던 더글러스
브랜던 더글러스(Brandon Douglas, 1968년 6월 21일 ~ )는 미국의 배우이다.
오클라호마시티에서 태어났다.

## 출연 작품

### 영화
- 내 사랑 사이보그 (1987)
- 미혼모 (1988)
- 칩스, 더 워 도그 (1990, Chips, the War Dog)
- 헤븐 허스트의 신입생 (1993, Class of '96)
- 닥터 퀸 - 하트 위딘 (2001, Dr. Quinn, Medicine Woman: The Heart Within)

### 텔레비전
- 21 점프 스트리트 (1987-88)
- 베벌리힐스 아이들 (1993-94)
- 닥터 퀸 (1996-98)